# Sentzich

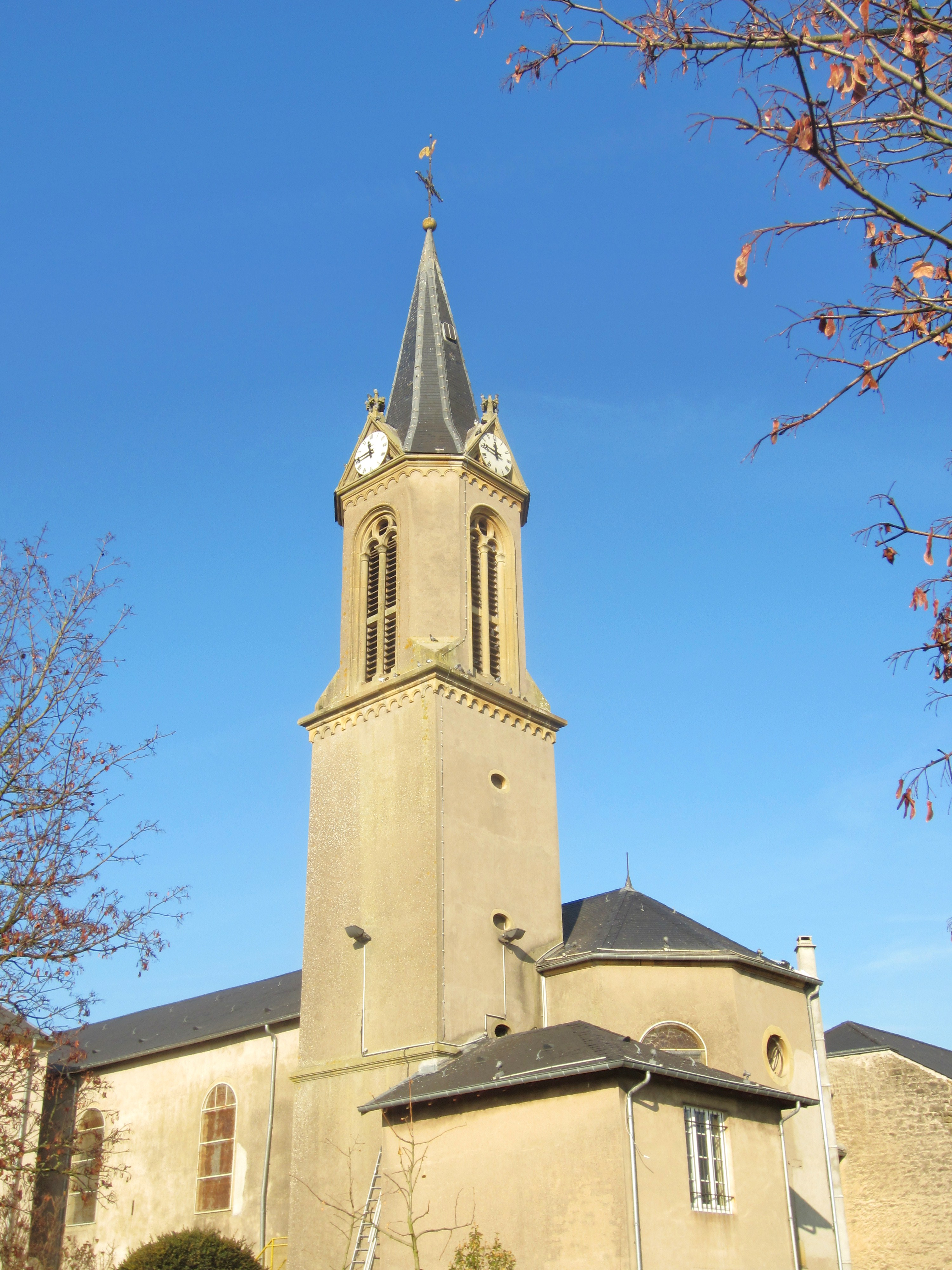
Kirche Saint-Jacques

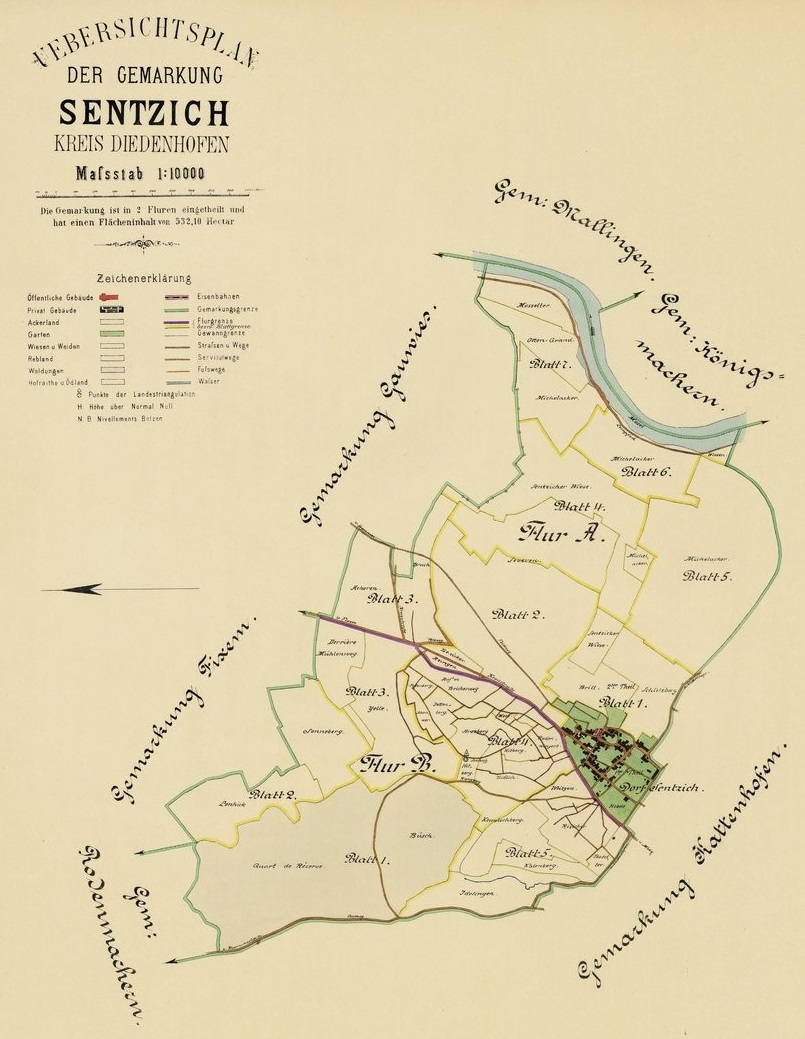
Plan der Gemarkung Sentzig (1886)

Sentzich (lothringisch: Senzech) ist ein Ortsteil von Cattenom, im Département Moselle in der Region Grand Est (bis 2015 Lothringen). 

## Geographie
Der Ort liegt in Lothringen etwas abseits des linken Ufers der Mosel, etwa zwei Kilometer nordöstlich des Ortskerns von Cattenom (deutsch Kattenhofen).

## Geschichte
Der Ort gehörte früher zum Bistum Metz  und wurde 1202 erstmals als Senziche erwähnt. Spätere Ortsbezeichnungen  waren  Sentzigh (1616), Sentzig (1793) und Sentrich (1801). 
Infolge einer Unachtsamkeit brannten hier am 29. April 1814 51 Häuser ab. Der Ort hatte im 19. Jahrhundert Getreide-, Wein-  und Obstbau und eine Manufaktur für Fischereinetze.
Durch den Frieden von Frankfurt  vom 19. Mai 1871 kam das Dorf zurück an Deutschland, wo es dem Bezirk Lothringen im Reichsland Elsaß-Lothringen zugeordnet war. Nach dem Ersten Weltkrieg bestimmte der Versailler Vertrag die Abtretung der Region an Frankreich. Im Zweiten Weltkrieg wurde das Gebiet von der deutschen Wehrmacht besetzt.
1970 wurde Sentzich nach Cattenom eingemeindet.

### Demographie
| Anzahl Einwohner seit Anfang des 19. Jahrhunderts | Anzahl Einwohner seit Anfang des 19. Jahrhunderts | Anzahl Einwohner seit Anfang des 19. Jahrhunderts | Anzahl Einwohner seit Anfang des 19. Jahrhunderts | Anzahl Einwohner seit Anfang des 19. Jahrhunderts | Anzahl Einwohner seit Anfang des 19. Jahrhunderts | Anzahl Einwohner seit Anfang des 19. Jahrhunderts | Anzahl Einwohner seit Anfang des 19. Jahrhunderts | Anzahl Einwohner seit Anfang des 19. Jahrhunderts |
| ------------------------------------------------- | ------------------------------------------------- | ------------------------------------------------- | ------------------------------------------------- | ------------------------------------------------- | ------------------------------------------------- | ------------------------------------------------- | ------------------------------------------------- | ------------------------------------------------- |
| Jahr                                              | 1836                                              | 1926                                              | 1936                                              | 1946                                              | 1954                                              | 1962                                              | 1968                                              |                                                   |
| Einwohner                                         | 768                                               | 469                                               | 526                                               | 398                                               | 443                                               | 485                                               | 529                                               |                                                   |

## Sehenswürdigkeiten

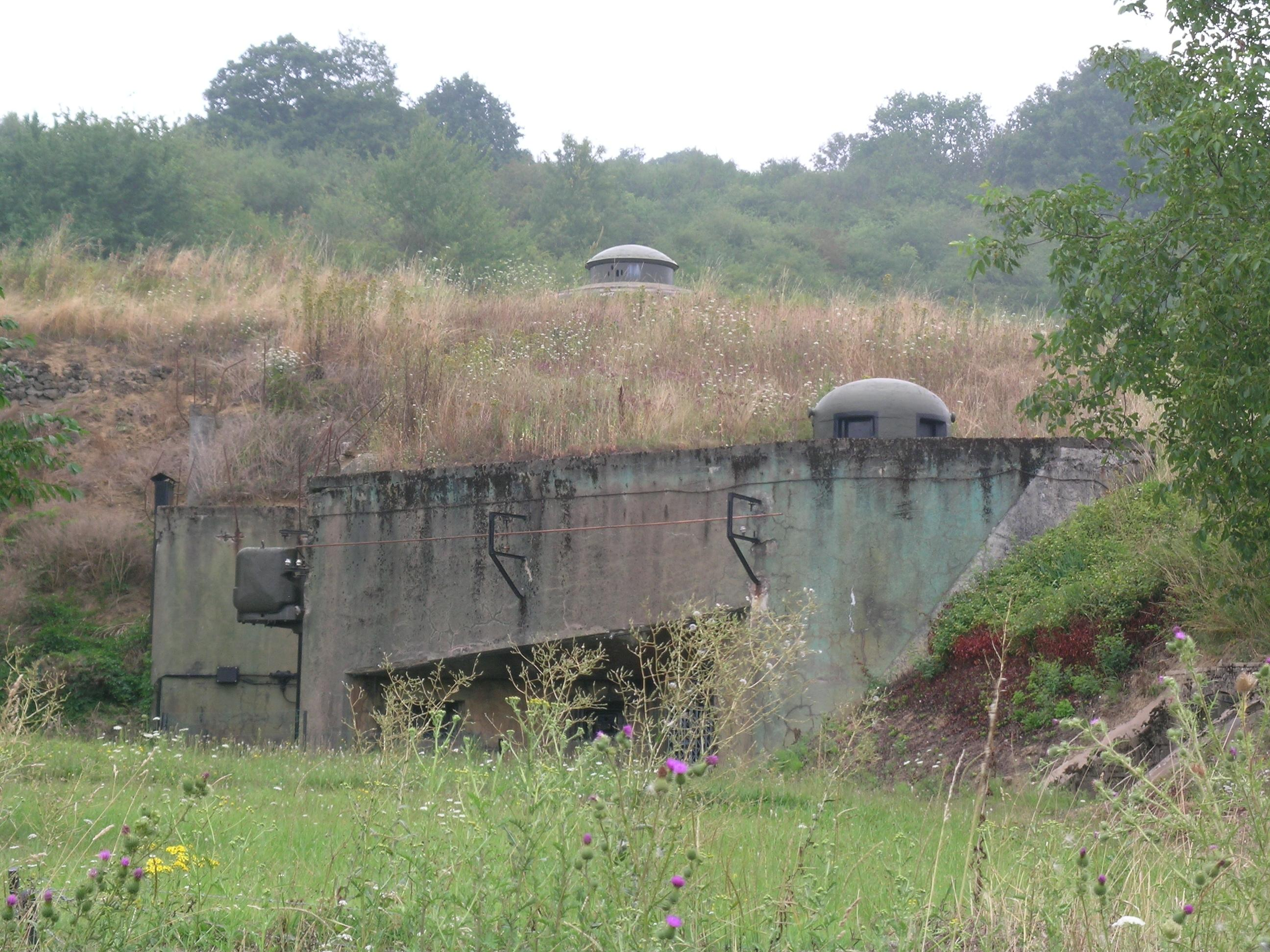
Artilleriewerk Sentzich
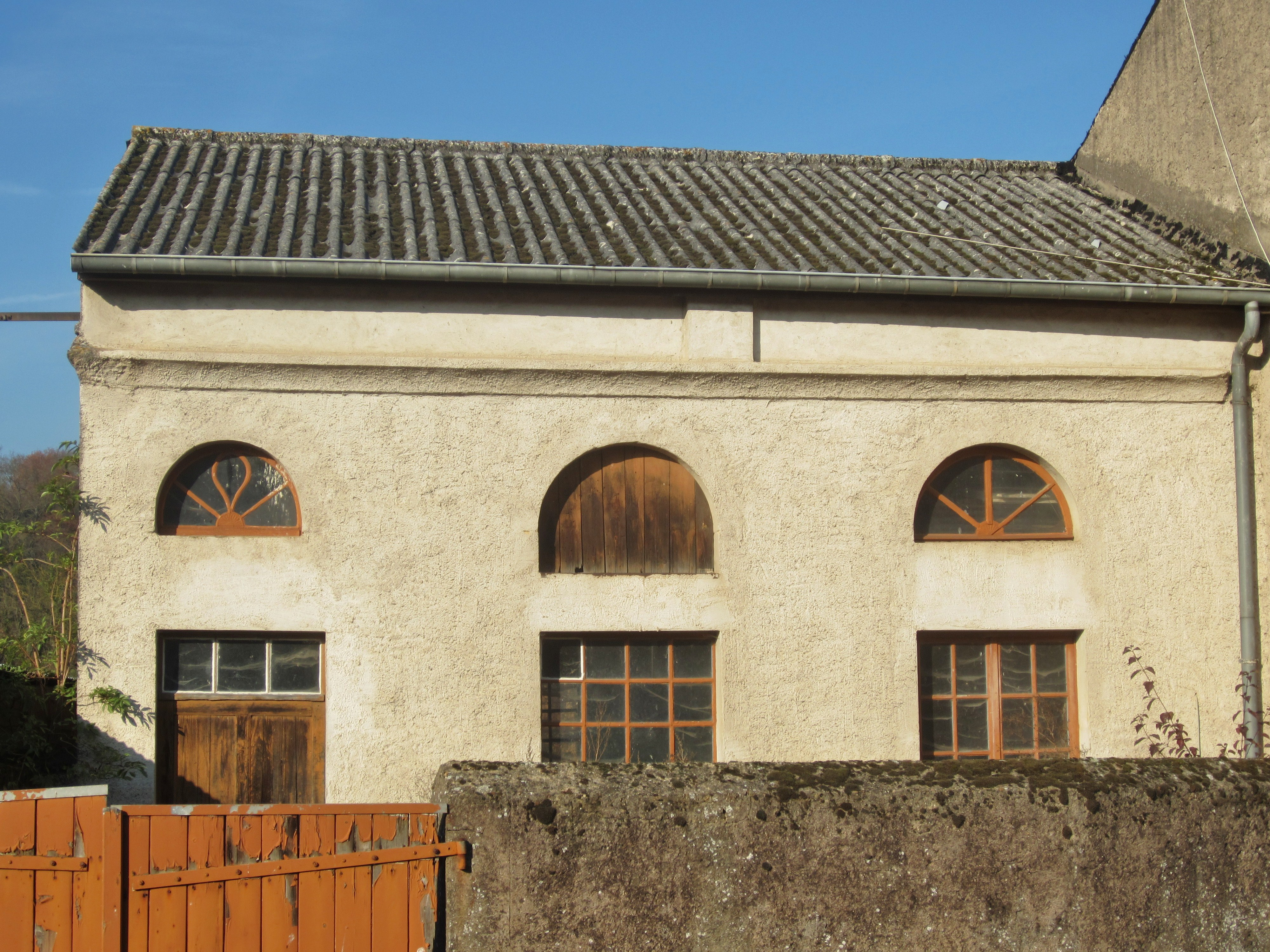
Alte Synagoge